# 仁化里
仁化里位於台中市大里區東南端，境內有大里工業區，因為人口密集，分劃出仁化、仁德兩里。

## 里名由來
仁化里古名番仔寮，二戰後，建村之時，因政府規定以二字命名，而「番仔寮」名稱不雅，故由當時的村長林重命名，取「仁德感化」的「仁化」二字為命名為「仁化村」。

## 地理
仁化里劃分為34鄰，3,196戶，總人口10,517人。本里東與太平區德隆里接壤，東南臨健民里，西、北兩側有頭汴坑溪流經，與立德、新仁二里對望，南以仁化路界仁德里。

## 歷史沿革
仁化里於清代時隸屬藍興堡番仔寮莊；明治35年（1902年）時，改隸臺中廳大里杙區番仔寮庄，至大正9年（1920年）則隨行政區調整，隸屬大屯郡大里庄番仔寮大字。二次大戰結束後，國民政府接收臺灣，以原番仔寮大字範圍被劃歸為健民村與仁化村，隸屬臺中縣大里鄉。民國45年（1956年）以後，臺灣工商業發達，仁化路的鞋廠林立，中國衣車等等數十家大企業，進駐仁化村，後來自全省各個族群都有遷入者，約佔全里百分之七十的外來人口。民國82年（1993年）大里鄉升格為縣轄市大里市，隨之改制為仁化里。民國91年（2002年），由於人口過度密集，而實施里鄰調整，析南側置「仁德里」，仁德里取其「仁德教化」之意，以對照昔日原住民群集之地。所以基本上生活圈和舊有的仁德里重疊。

## 經濟發展
設有大里工業區和仁化工業區，工業區鄰近台中市，也鄰近台中軟體園區，成為大里地區重要的中小企業集散地。主要的產業為機械、工具、五金業。通勤範圍內有太平區、霧峰區，與台中生活圈四號道路之元提交流道鄰近，使得生活圈與市區更為緊密。

## 教育
大專院校
- 修平科技大學：位於大里工業區。

## 旅遊
- 仁化路市場
- 雞蛋花樹
- 『江師傅』鮮肉湯包

## 交通
主要道路
- 中興路一段
- 仁化路
- 至善路
- 仁堤路
- 工業路
- 鳳凰路
- 仁慈街

臺中市市區公車
| 市區公車編號 | 業者     | 營運區間                 | 備註                                                   |
| 3            | 統聯客運 | 東山高中－高鐵臺中站     | 經大里高中、修平科技大學、光正國中、太平               |
| 7            | 東南客運 | 台中一中－長億高中       | 實際起點為雙十興進路口，經慈明高中、長億高中，固定班次 |
| 133          | 台中客運 | 高鐵台中站－朝陽科技大學 |                                                        |
| 158          | 全航客運 | 高鐵台中站－朝陽科技大學 | 經興大附中、修平科技大學                               |
| 280          | 豐原客運 | 台中車站－修平科技大學   | 固定班次                                               |
| 285          | 東南客運 | 大里竹仔坑－新建國市場   |                                                        |
| 286          | 豐原客運 | 台中車站－崁頂           | 經車籠埔，固定班次                                     |

### 書籍
- 《臺灣地名辭書》卷十二《臺中縣》第二冊，第23-24頁

### 外部連結
- 臺中市大里區公所 沿革